# サイロ (曲)
「サイロ」は、tacicaの1作目の配信限定シングル。2015年11月25日にSME Recordsから発売された。

## 概要
前作「LEO」から約1年2ヶ月ぶりで、バンド史上初の配信限定シングル。
デビュー以来不定期で開催してきた東名阪ライブツアー“三大博物館”のテーマ曲となっている。

## 収録曲
1. サイロ [3:55]